# Maiara Basso
Maiara Cristina Basso  (Palotina, 3 de janeiro de 1996) é uma voleibolista indoor brasileira, atuou na posição Central,  posteriormente de Ponteira e também Oposto, com marca de alcance de 295 cm no ataque e 282 cm no bloqueio. Atuando pela Seleção Brasileira, medalhista de prata no Campeonato Mundial Sub-20 de 2015 em Porto Rico. Em clubes sagrou-se medalhista de bronze no Sul-Americano de Clubes de 2023 no Brasil.

## Carreira
Aos 15 anos de idade sentiu vontade de praticar uma modalidade esportiva, o que a levou a ter uma aproximação com o voleibol. Em 2009, quando estava disputando a fase regional dos Jogos Escolares do Paraná, o técnico Claudemiro Santos "Miro"  a viu jogando e fez o convite para treinar com ele, como central mesmo enfrentando obstáculos persistiu treinando e  evoluiu na equipe do Colégio Martin Luther/Sicoob/Prefeitura de Marechal Rondon.Em 2013 foi convocada para disputar a categoria juvenil do Campeonato Brasileiro de Seleções em São José dos Pinhaispelo técnico Fernando Bonatto.Obteve em 2014 o título da Taça Paraná de Voleibol de 2014 em São José dos Pinhais, sendo eleita a melhor jogadora da categoria Sub-21
Ainda em 2014, disputou a Superliga Brasileira B pelo  Cascavel/São José/Caio finalizando na quarta posição, neste mesmo ano recebeu na modalidade do voleibol uma bolsa do Programa Talento Olímpico do Paraná - TOP 2016; disputou a Divisão A dos 28º Jogos da Juventude do Paraná.Pelo Colégio Martin Luther/Sicoob/Prefeitura de Marechal Rondon avançou a final do Campeonato Estadual Sub-18
Esteve competindo na divisão B dos 57º Jogos Abertos do Paraná (JAPs) de 2014, em Chopinzinho, avançando as semifinais, e antes foi convocada para Seleção Brasileira Juvenil que conquistou o título da 41ª edição do AAU National Volleyball Championship ao vencer a República Dominicana por 2 sets a 0,em Orlando, nos Estados Unidos.Em 2015, pela seleção brasileira  disputou o Campeonato Mundial Sub-20 em Porto Rico e obteve a medalha de prata; depois não podia mais competir na categoria juvenil pelo Colégio Martin Luther, seguiu para o Minas Tênis Clube
E o convite para migrar pra Minas Gerais, veio após sua participação  da Taça que Anderson Rodrigues,  e Anderson Rodrigues, campeão olímpico em 2004, na época técnico da equipe do Minas Tênis Clube, fez um convite que mudou o rumo da sua carreira, conquistou pela base do Minas Tênis Náutico o título da 16ª Taça Paraná de Voleibol.Da posição de central, logo passou a atuar como ponteira. A rápida ascensão era notável e logo passou a integrar o grupo do Campoensa/Minas, quarto lugar no Campeonato Mineiro e na Superliga Metropolitana (Argentina); disputou a Superliga Brasileira A 2014-15, onde participou da conquista da medalha de bronze.
Na temporada 2017 atuou pelo Clube Curitibano na Superliga B  e foi vice-campeã, depois, com o Curitiba Vôlei terminou em quarto lugar no Campeonato Paranaense e disputou a Taça Ouro Superliga Brasileira de Voleibol Feminino de 2017 - Série A, já em 2018, jogou a Superliga Brasileira B pelo São José dos Pinhais terminando em terceiro, e ainda foi vice-campeã estadual. Na temporada 2018-19, transfere-se para o voleibol alemão, passa a competir pelo VfB Suhl Lotto Thüringen alcançando o nono lugar na Bundesliga e o quinto na Copa da Alemanha.Foi repatriada pelo Valinhos, sendo a temporada interrompida pela Pandemia da COVID-19.Na temporada 2020-21, foi contratada pelo Esporte Clube Pinheirosalcançando o quarto lugar no Campeonato Paulista.
No período de 2021-22, passou a competir pelo time francês Béziers Volley sendo vice-campeã da Supercopa da França, terceiro lugar na Copa da França, nona posição na Liga A Francesa e décimo primeiro lugar na Liga dos Campeões da Europa de 2022. Novamente repatriada, desta vez, pelo Barueri Volleyball Club do técnico José Roberto Guimarães, também atuando na posição de oposto, destacou-se sendo uma das maiores pontuadoras da Superliga Brasileira A 2022-23, sendo premiada como a Revelação da edição., e foi contratada pelo Sesi/Vôlei Bauru para a temporada 2023-24, mas, antes, foi incorporada ao time para disputa do Campeonato Sul-Americano de Clubes de 2023 em Uberlândia quando conquistou a medalha de bronze.
Em 2023, foi convocada pelo técnico José Roberto Guimarães para Seleção Brasileira principal para disputar a Liga das Nações, estreando na primeira semana em Nagoya, fazendo passagens de saque e fundo de quadra, mas, a grande oportunidade ocorreu na segunda semana da competição  em Brasília, se destacou na partida contra a Sérvia e veio como titular no jogo contra Alemanha e Estados Unidos, foi recebida no gabinete do prefeito Luiz Ernesto de Giacometti, em sua cidade natal.

## Títulos e resultados
- Superliga Brasileira A:2014-15
- Supercopa Brasileira de 2024
- Copa Brasília 2024
- Campeonato Mineiro de 2024
- Supercopa da Françaː2021
- Copa da França ː2022
- Campeonato Mineiroː2015

## Premiações individuais
- Revelação da Final da Superliga Brasileira de 2022/23